# De windmakers
De windmakers is het vijftigste stripverhaal uit de reeks van Suske en Wiske. Het is geschreven en deels getekend door Willy Vandersteen.
Het werd gepubliceerd in De Standaard en Het Nieuwsblad van 22 augustus 1959 tot en met 31 december 1959. De eerste albumuitgave was in 1960, in de Vlaamse tweekleurenreeks met nummer 38. Het verhaal verscheen in 1971 in de Vierkleurenreeks met albumnummer 126. De geheel oorspronkelijke versie is in 1998 nog eens uitgebracht in Suske en Wiske Klassiek. 

## Locaties
- België, huis van tante Sidonia, huis van Theofiel, huis van Lambik, wijk 7, het kanaal, jeugdkamp

## Personages
- Suske, Wiske met Schanulleke, tante Sidonia, Lambik, Jerom, Theofiel Boemerang, Celestien, postbode, agenten, Mina, Louis en Karel (agenten), Stan en andere autodief, politiecommissaris, T. Hibé (secretaris van de Japanse ambassade), Miako Kilikoto (Japans), kinderen (Frans, Indiaas en andere nationaliteiten), Jank (Amerikaans), Kaviarski (Russisch), de ontsnapte criminelen Jen en Joep

## Het verhaal
Na het vorige avontuur in Texas zijn Theofiel Boemerang en zijn echtgenote Celestien naast tante Sidonia komen wonen. Het contact verloopt echter niet soepel en er zijn veel akkefietjes. De Boemerangs komen bij Sidonia op theevisite, maar daarbij wordt vooral ruzie gemaakt. Het contact tussen de Boemerangs en Lambik verloopt ook al stroef. 
Lambik krijgt meerdere brieven van een onbekende afzender die zich de "V.D.V." noemt, waarna er rare dingen gebeuren. Een van de brieven is alweer op mysterieuze wijze verdwenen voordat Lambik hem in handen krijgt. Lambik ziet plotseling de vreemde afkorting "V.D.V" op de muur geschilderd. Later zien de Boemerangs dezelfde tekst op hun eigen voordeur staan. De burenruzie bedaart uiteindelijk weer en ze besluiten onderling alles rustig te bespreken. Suske en Wiske gaan de volgende dag naar een jeugdkamp. 
De postbode wil een brief terug pakken waar geen postzegel op zit. Lambik achtervolgt de man, maar een agent verhindert zijn poging. Lambik krijgt de brief ten slotte in handen, maar net als hij die wil lezen komt hij per toeval in een overval terecht. Lambik wordt ontvoerd en de politie organiseert een klopjacht in wijk 7. Lambik kan zelfstandig aan de criminelen ontsnappen en levert ze uit aan de politie. Hij kan de brief echter niet lezen, omdat die in het Japans is. 
Sidonia krijgt opnieuw ruzie met Theofiel en Celestien. Ze schrijft in een brief naar Suske en Wiske dat de buren niet langer welkom zijn. Lambik ontdekt dat er in Sidonia's tuin plotseling veel slakken aanwezig zijn. Ook in de tuin van de Boemerangs is een plaag van Cepaea nemoralis opgedoken.
Lambik ziet dat de buren alles met kalk vol smeren en doet hetzelfde. ’s Nachts wordt Sidonia wakker door vreemde kraakgeluiden. De vrienden ontdekken een reusachtige slak in de tuin, zelfs Jerom kan het dier in eerste instantie niet de baas. De politie wordt gewaarschuwd, maar ze denken dat het om de burenruzie gaat en reageren niet. Jerom weet uiteindelijk de slak alsnog naar buiten te duwen. Ook Theofiel en Celestien hebben last van de enorme slakken.
Lambik begint weer over de brieven van de V.D.V. De vrienden hebben op dat moment alleen oog voor de sterke Jerom en Lambik vertrekt boos. Hij komt in een taxi met de secretaris van de Japanse ambassade terecht en deze wil de brief wel vertalen. Lambik ontdekt die nacht dat een van de enorme slakken nu in zijn eigen tuin aanwezig is, die hij uiteindelijk kan uitschakelen met een granaat. Lambik hoort vreemde stemmen en vindt dan een vertaling van de brief, die is gericht aan Suske en Wiske: de V.D.V. verwacht de twee kinderen in het jeugdkamp om een gezamenlijke actie "ten bate van de windmakers" te organiseren, getekend Miako Kilikoto. 
Een fakir knipt Lambiks telefoonlijn door en ontkomt op een vliegend tapijt. Lambik achtervolgt deze man, komt ook op het tapijt terecht en landt bij het jeugdkamp. Wiske leest hier een bericht van “Vrede door Vriendschap”, de leden voeren drukke briefwisselingen over de hele wereld om elkaar te leren kennen. Suske en Wiske vonden de ruzie tussen Sidonia en de Boemerangs erg kleingeestig. Ze vroegen hun penvrienden om raad en samen ontwierpen ze grote nepslakken van cement. De geheimzinnigheid die dit opleverde moest voor een verzoening tussen de kibbelende buren zorgen. Jerom zat ook in het complot. Iedereen ziet nu in dat ze verkeerd bezig waren. Theofiel nodigt de vrienden uit voor een vakantie in zijn villa. 
Suske en Wiske blijven in het clubgebouw achter. De kinderen horen op de radio dat de twee boeven waar Lambik eerder mee te maken kreeg uit de gevangenis zijn ontsnapt. Ze zijn ervan overtuigd dat de "grote jongens" van hun club (de Amerikaan en de Rus) hen wel zullen beschermen. De kinderen vieren feest, maar de twee schurken komen tijdens een bokswedstrijd het clubhuis binnen. Even later arriveren er ook enkele politieagenten, maar die worden onder druk van de bandieten door de clubleden misleid. De politie waarschuwt voordat ze weer vertrekken nog dat er overstromingen dreigen door de zware regenval. 
Suske en Wiske en de andere clubleden weten tijdelijk aan de boeven te ontsnappen, maar dan breekt de dijk door. Ze moeten nu terug, omdat hun wagens op het hoogste punt in de omgeving staan. Miako wordt door de stroom meegesleurd, maar de Rus en Amerikaan kunnen haar redden. Tijdens de reddingspoging gaat het vliegende tapijt verloren en de boeven kunnen ontsnappen. De Amerikaan wordt neergeschoten. Een politieboot hoort het schot, ze zien dat er gijzelaars zijn en moeten de boot afstaan aan de criminelen. De criminelen varen richting de grens en ontdekken dan dat ze gevolgd worden door een boot met de vrienden die hun vakantie hebben onderbroken toen ze het nieuws over de overstroming hoorden. De kinderen gooien een boodschap in een fles in het water en de vrienden achtervolgen de politieboot. Wiske kan de boot door een list laten vastlopen op een zandbank. Jerom zwemt rondjes om de boot en maakt een gat in de achtersteven. De kinderen kunnen ontsnappen en Jerom kan de criminelen verslaan. Een tweede politieboot komt opdagen en neemt de criminelen mee. 
De kinderen logeren nog bij Sidonia en gaan enkele dagen later naar huis terug, Lambik wil graag weten wat V.D.V. betekent. Suske en Wiske zeggen tot slot dat “Vrede door Vriendschap” hun streven was, maar “Vriendschap door Vrede’ zou ook goed zijn. Daar kunnen echter alleen belangrijkere mensen voor zorgen.

## Achtergronden bij het verhaal
- Vandersteen maakte in deze tijd een vrij groot aantal Suske en Wiske-verhalen na elkaar die zich (deels) afspeelden in het Verre Oosten, of daar anderszins verband mee hielden zoals dit verhaal.
- Als Jerom in strook 1-2 hoort dat Christoffel Columbus Amerika ontdekte, zegt hij: "Altijd gedacht dat dat Marnix Gijsen was". Dit is een verwijzing naar Gijsens boek Ontdek Amerika (1927), alsook Gijsens' jarenlange radioprogramma De Stem uit Amerika.
- Jank, de Amerikaan, is gebaseerd op de toenmalige president van de Verenigde Staten, Dwight Eisenhower. De Russische jongen (Kaviarski) is een karikatuur van Nikita Chroesjtsjov, de leider van de Sovjet-Unie ten tijde van verschijning van de strip. Ook het Franse jongetje in dit album is een karikatuur van een wereldleider uit de jaren 50, namelijk de Franse president Charles de Gaulle (zonder zijn snor).
- Dit verhaal dient niet te worden verward met het later uitgekomen De windbrekers, eveneens een Suske en Wiske-verhaal.
- Er is ook een album uit de stripreeks van Jerom met een vergelijkbare titel: De windmaker.